# Mina 2
Mina 2 (такође Mina due) је студијски албум италијанске певачице Мине, објављен 1966. године за издавачке куће Ri-Fi.

## Списак пјесама
1. Se non ci fossi tu — 2:24
2. Uno — 2:55
3. Full Moon and Empty Arms — 2:46
4. I’m Glad There Is You — 2:26
5. Lontanissimo (Somewhere) — 2:04
6. Caminemos — 2:34
7. Vorrei che fosse amore — 2:31
8. Quand’ero piccola — 2:53
9. Deborah — 2:58
10. Fantasia — 3:03
11. Niente di niente — 3:14
12. E sono ancora qui — 2:29

## Позиције на листама
| Листа (1966)              | Највиша позиција |
| ------------------------- | ---------------- |
| Италија (Musica e dischi) | 8                |